# Smile Empty Soul
Smile Empty Soul es una banda de post-grunge/metal alternativo procedente de Santa Clarita, California, Estados Unidos.

## Historia

### Formación y disco debut (1998-2003)
Se formó en el año de 1998, iniciando como un trío compuesto por Sean Danielsen (vocalista y guitarrista), Ryan Martin (bajista) y Derek Gledhill (baterista). La banda fue ascendiendo lentamente, tocando en clubes y bares de Los Ángeles y grabando varios demos, hasta que finalmente consiguió la atención y un contrato por parte de la discográfica Lava Records.
El álbum debut de la banda -titulado con el mismo nombre- fue producido por John Lewis Parker y Lava Records el 17 de mayo de 2003. En marzo de 2005 obtuvo la certificación como disco de oro en Estados Unidos.

### Anxiety (2004-2005)
Para la grabación de "Anxiety," segundo larga duración de la banda (del que salieron muy pocas copias debido a problemas con su discográfica) no se contó con la participación de Derek Gledhill (ex-baterista) quien salió de la banda por razones desconocidas y fue reemplazado por Dominic Weir, quién a la vez fue reemplazado por Jake Kilmer, un amigo de Ryan.
El 13 de julio de 2006 el grupo firmaría un contrato con el sello independiente Bieler Bros. Records. En este punto, el baterista Dominic Weir fue reemplazado por Jake Kilmer y el guitarrista Mike Booth (ex-Cold) se uniría al grupo como segunda guitarra.

### Vultures (2006-2009)
El 24 de octubre de 2006 el grupo lanzaría su tercer larga duración, titulado "Vultures." El primer sencillo promocional para este disco fue el tema "The Hit." Vultures debutó en el puesto número 169 de la cartelera estadounidense Billboard 200, vendiendo solo 5000 copias en su semana de lanzamiento. El grupo se embarcaría en un tour junto a la banda The Exies.
A finales del año 2007, el grupo se separaría del guitarrista Mike Booth, volviendo al formato trío que hasta el día de hoy mantienen.

### Consciousness, More Anxiety y proyectos paralelos (2009-2012)
El grupo comenzó las grabaciones para el sucesor de Vultures, en Greenville, Carolina del Sur el 1 de febrero de 2008. Sin embargo, una vez finalizadas las grabaciones del disco, el grupo volvió al estudio a grabar material adicional. Su cuarto trabajo de estudio, "Consciousness," fue lanzado en agosto del 2009 bajo F.O.F./EMI Records, su nueva casa discográfica. Los principales sencillos promocionales para este disco fueron los temas "Don't Ever Leave," "We're Through" y "Faker."
Mientras tanto en noviembre del 2009 Anxiety fue finalmente lanzado en iTunes, siendo este el primer lanzamiento masivo de dicho álbum. Una edición especial de este disco titulada More Anxiety fue lanzada el 9 de marzo de 2010.
Por otro lado, en el 2009 el vocalista y líder de la banda Sean Danielsen formó un nuevo grupo llamado World Fire Brigade, junto al vocalista del grupo de post-grunge Fuel, Brett Scallions. Este proyecto contó además con el bajista Brad Stewart (ex-Shinedown) y el baterista Ken Schalk (ex-Candiria). El disco debut de World Fire Brigade, Spread My Wings fue lanzado en agosto del 2012 a través del sello FrostByte Media.

### 3's, Chemicals y Shapeshifter (2012-2014)
El 14 de marzo de 2012 el grupo firmó un nuevo contrato discográfico con eOne/Koch Music, mediante el cual lanzarían su quinto disco de estudio titulado 3's el 22 de mayo del mismo año (siendo el único disco que lanzarían en ese sello). El primer sencillo promocional para este disco fue el tema "Afterlife." Paralelamente, Sean Danielsen lanzaría su primer EP solista titulado Enjoy the Process el 1 de octubre de 2013.
En junio de 2013 el grupo formó su propia imprenta discográfica llamada Two Disciples Entertainment, en conjunto con el sello independiente Pavement Entertainment. Mediante este sello el grupo lanzaría durante el otoño del 2013 "Chemicals," su sexto disco de estudio. El primer sencillo promocional de este disco fue la canción "False Alarm."
En noviembre de 2014 Sean Danielsen lanzaría su segundo EP solista, titulado Food Chain.
En septiembre de 2015 el grupo anunció mediante su página de Facebook el lanzamiento de un EP/DVD para inicios de 2016. Este lanzamiento lleva el nombre de Shapeshifter y cuenta con temas nuevos y regrabaciones de temas antiguos. Fue lanzado oficialmente el 1 de abril de 2016.

### Rarities, cambios de formación y Oblivion (2017-presente)
En octubre de 2016 el grupo comunicó mediante su página oficial de Facebook el lanzamiento de un compilado de rarezas y caras B inéditas titulado "Rarities," el que fue lanzado el 10 de marzo de 2017. En septiembre de 2017 el grupo anunció la salida del bajista Ryan Martin y el baterista Jake Kilmer, dejando a Sean Danielsen como el único miembro original del grupo. Más tarde se unirían a Smile Empty Soul el bajista Mark "Mawk" Young (ex-Hed PE) y el baterista Victor Ribas (ex-Hurt), con quienes grabarían y lanzarían "Oblivion," el séptimo disco del grupo, el 25 de mayo de 2018. El primer sencillo del nuevo disco es el tema "Sides". Le seguirían los temas "Stars" y "My Name." En mayo de 2018 el bajista Mark Young anunció su salida del grupo, quien fue reemplazado por el bajista Preston Rodgers hasta la actualidad.

## Integrantes

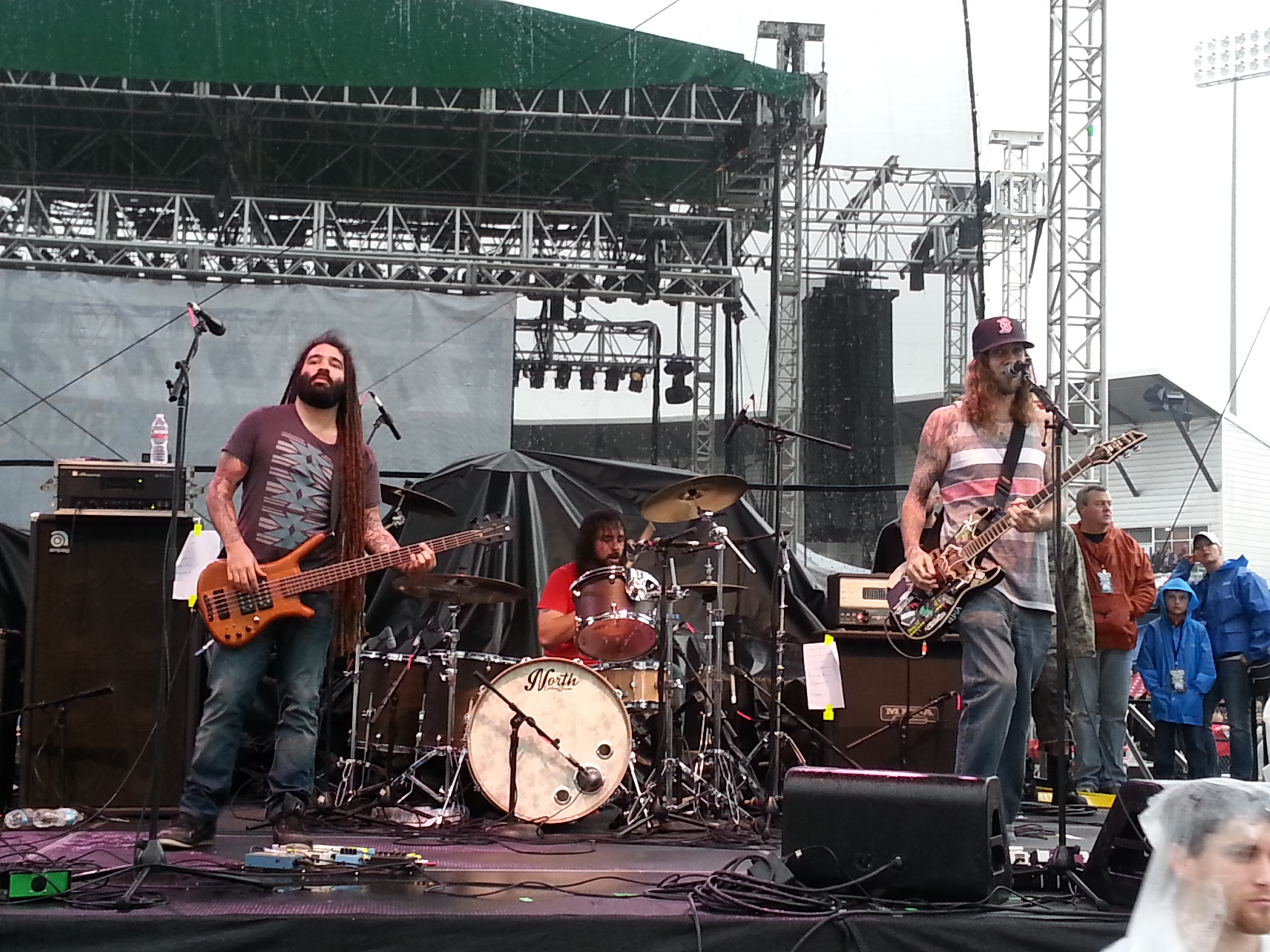
Smile Empty Soul performando en South by So What?! festival de música en marzo de 2014

- Sean Danielsen (vocalista y guitarrista)
- Preston Rodgers (bajista)
- Victor Ribas (baterista

## Exintegrantes
- Derek Gledhill (baterista)
- Dominic Weir (baterista)
- Ryan Martin (bajista)
- Jake Kilmer (baterista)
- Mark Young (bajista)

## Discografía
- Smile Empty Soul - 2003
- Vultures - 2006
- Consciousness - 2009
- 3´s - 2012
- Chemicals - 2013
- Shapeshifter (EP) - 2016
- Rarities - 2017
- Oblivion - 2018